# Ramarin
Ramarin ist eine kleine Insel des Ailinglaplap-Atolls in der Ralik-Kette im ozeanischen Staat der Marshallinseln (RMI).

## Geographie
Das Motu liegt an der Nordspitze des Riffs bei Boklan. Das Motu ist grob eiförmig und misst kaum 100 m im Durchmesser. Im Südwesten schließt sich das Motu Bock an.

## Klima
Das Klima ist tropisch heiß, wird jedoch von ständig wehenden Winden gemäßigt. Ebenso wie die anderen Orte der Ailinglaplap-Gruppe wird Ramarin gelegentlich von Zyklonen heimgesucht.